# 48807 Takahata
48807 Takahata este un asteroid din centura principală de asteroizi.

## Descriere
48807 Takahata este un asteroid din centura principală de asteroizi. A fost descoperit pe 22 octombrie 1997 la Nanyo de Tomimaru Okuni. El prezintă o orbită caracterizată de o semiaxă mare de 2,98 ua, o excentricitate de 0,14 și o înclinație de 12,2° în raport cu ecliptica.